# باناتسكو نوفو سيلو
باناتسكو نوفو سيلو (Банатско Ново Село) هي مدينة في جوزنو بانات في مقاطعة فويفودينا في صربيا. ويبلغ عدد سكانها حوالي 7336 نسمة.